# Al Faisaliyah Center
Tòa nhà Al Faisaliyah Center (tiếng Ả Rập: برج الفيصلية) là một tòa nhà chọc trời ở thủ đô Riyadh, Ả Rập Xê Út. Được các công ty Foster & Partners và Buro Happold thiết kế lấy cảm hứng từ chiếc bút bi với một quả cầu lớn trên đỉnh, tòa nhà này được xây dựng xong năm 2000 với chiều cao 266,9 m, đây là tòa nhà cao thứ hai của Ả Rập Xê Út sau Kingdom Centre.